# 江文神社
江文神社（えぶみじんじゃ）は京都府京都市左京区大原野村町にある神社。毎年5月5日に例大祭が行われる。大原から静原に出る江文峠への峠道の傍らに鎮座する。

## 祭神
- 倉稲魂神

## 歴史
創建年代は不明。『延喜式神名帳』に見える山城国愛宕郡「伊多太神社」とする説もあるが（式内社論社）、通説では否定されている。
社伝によれば、三千院の鎮守神として創祀されたとも、延暦寺座主の円仁（慈覚大師）の勧請によるともいい、山王神道と深い関係を持った。また、後方に聳える江文山（現在の金比羅山）の頂に祀られていた神々を、山麓に社殿を建立して勧請したものともされる。中世には栄えたが、織田信長の比叡山攻略の影響で退転したという。
大原八ヶ町の氏神である。また、元来は、毘沙門堂江文寺という神仏習合の宮寺であった。

## 境内社
- 級長津彦神社（級長津彦命・発鳥神）
- 軻遇突智神社（軻遇突智神・飯道山神・八幡宮）
- 満山神社（愛宕神・御霊神・鹿島神）
- 天満宮社（天満宮・稲荷神）
- （境外大原大長瀬町鎮座）梅ノ宮神社

## 交通
- 京都バス 野村別れバス停下車、西に500m。
- 京都バス 江文神社前バス停は、1日に3往復、55系統が停車するほか、春分の日に1本のみ運行する95系統が停車。本数が少ないため、公共交通機関でアクセスする場合は、上記のアクセス手段も考慮する必要がある。